# ガジャルハルワ

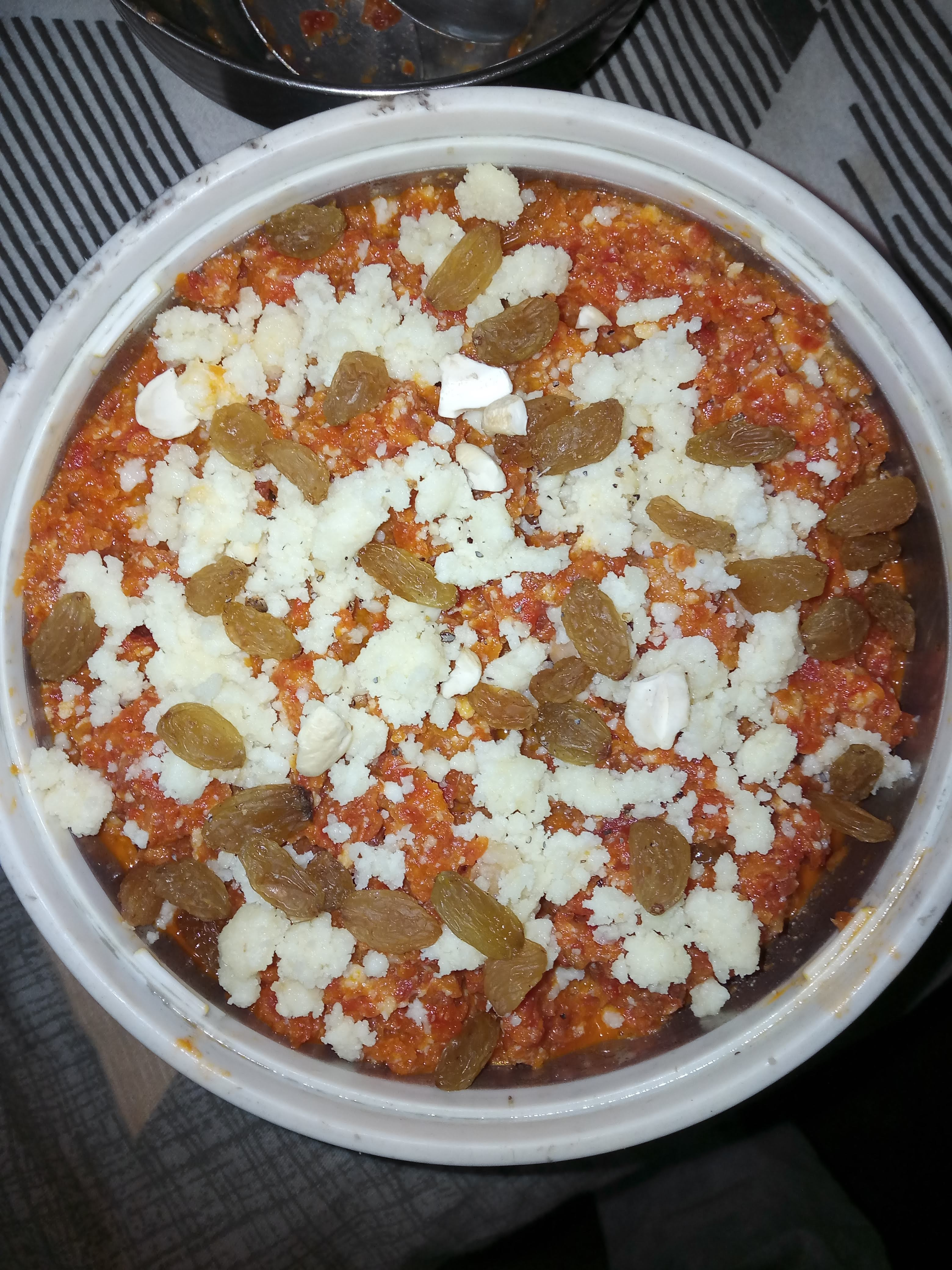
ガジャルハルワ

ガジャル・ハルワ（別称としてガジャル・カ・ハルワ、ガジョレール・ハウワ、ガジュレラ、ガジャル・パク、にんじんハルワ ）は、ニンジンを主たる材料とするインドの半固体状の菓子。すりおろしたニンジンを水、牛乳、砂糖、カルダモンを入れた鍋に入れ、定期的にかき混ぜながら煮込んだ、ニンジンベースの甘いデザートプリンである。アーモンドやピスタチオを添えて供されることが多い。ナッツなどの材料は、はじめにインド亜大陸発祥の澄ましバターであるギーでソテーされる。
ガジャルハルワは、インド亜大陸の全ての祭りで伝統的に食されており、特にディーワーリーとホーリー祭、ラキシャ・バンダン、イードの際に主に食べられる。ガジャルハルワは、冬に温製で供される。

## 概要
ガジャルハルワは、ナッツと乳、砂糖、コア、ギー、すりおろしたニンジンを混ぜ合わせた菓子である。脂肪分は最低10.03％、平均12.19％と他の典型的なインド菓子よりも少なく、軽くて栄養価の高い菓子である。ガジャルハルワは賞味期限が中程度に長いため、現在では輸出されることもある。
祭りの時期には、多くの人が菜食料理や菜食菓子を好むようになる。ガジャルハルワは菜食菓子であるほか、低脂肪である点や調理が容易な点、保存期間がほどほどに長い点、美味である点から、インド全土で年齢問わず人気の菓子であり、多くの祭りで頻繁に供される。300gのガジャルハルワの熱量は268kcalであり、そのうち76kcalが脂質、180kcalが炭水化物、16kcalがタンパク質である。

## 製法、および材料
元来、ガジャルハルワはニンジンと乳、ギーを含んでいたが、現在ではマヴァ（コア）など多くの材料が含まれている。
主たる材料は、新鮮なすりおろしたニンジンと牛乳、砂糖、カルダモン、コア、ギーである。牛乳とニンジンの組み合わせは牛乳味のガジャルハルワとして知られているが、クリームやマヴァ（コーヤ）とニンジンを組み合わせる製法はマヴァ味のガジャルハルワと呼ばれる。ガジャルハルワを調理する際は、圧力鍋かカダヒが好まれることが多い。一方でヴァスンダラ・チャウハンは、ガジャルハルワはゆっくりと加熱すべきであり、圧力鍋を使うと風味が損なわれるとヒンドゥ紙に寄稿した。ニンジンはすりおろしてから調理する。

## 種類
レッド・ベルベット・キャロット・ハルワは、ガジャルハルワの一種である。かなり多量のミルククリームをニンジン、砂糖、薔薇水、サフロンと弱火で加熱して作る。
他のあまり知られていない種類としては、ニンジンとビーツのハルワやチーズガジャルハルワ、カジュールガジャルハルワ、キャロットデザートなどがある。チーズガジャルカハルワは紫ニンジンとリコッタを組み合わせて作られ、紫ニンジンが主に栽培されている北インドで一般的である。